# Studeno na Blokah
Studeno na Blokah je naselje v Občini Bloke.